# El embarcadero
El embarcadero va ser una sèrie de televisió espanyola original de Movistar+. Està creada per Álex Pina i Esther Martínez Lobato i produïda per Atresmedia Studios i Vancouver Media. És un thriller emocional amb Álvaro Morte, Verónica Sánchez i Irene Arcos com a trio protagonista. Es va presentar sota el nom de The Pier al MIPCOM, celebrat a Canes en 2018. La primera temporada es va estrenar al complet el 18 de gener de 2019. La segona i última temporada fou estrenada el 17 de gener de 2020.

## Història
L'abril de 2018 es va anunciar que Álvaro Morte fitxava per la sèrie per a interpretar al personatge d'Óscar. Era la primera sèrie de l'actor després de l'èxit mundial de La casa de papel. A la fi d'aquest mateix mes, es va confirmar que Irene Arcos i Verónica Sánchez s'unien al projecte per a donar vida a Verónica i Alejandra, respectivament.
Així mateix, en maig de 2018 es va anunciar la resta del repartiment, format per Cecilia Roth, Roberto Enríquez, Miquel Fernández, Marta Milans i Judit Ampudia. D'altra banda, el 22 de maig de 2018 es va donar a conèixer que Verónica Sánchez s'incorporava a la sèrie després de la baixa de Valeria Alonso, que finalment va haver de deixar el projecte per motius personals.

## Repartiment

### Principal
- Álvaro Morte - Óscar León Faus
- Verónica Sánchez - Alejandra "Álex" Leyva Verdú / Martina
- Irene Arcos - Verónica "Vero" Alfaro Rellán
- Roberto Enríquez - Teniente Conrado (Episodi 1; Episodi 3 - Episodi 16)
- Marta Milans - Katia
- Judit Ampudia - Ada Munet (Episodi 1 - Episodi 6; Episodi 8 - Episodi 9; Episodi 11 - Episodi 16)
- Miquel Fernández - Francisco "Fran" Pacheco (Episodi 1 - Episodi 4; Episodi 6 - Episodi 13; Episodi 15 - Episodi 16)
- Paco Manzanedo - Vicent (Episodi 1; Episodi 3 - Episodi 8; Episodi 10; Episodi 13 - Episodi 14)
- i Cecilia Roth - Blanca Verdú (Episodi 1 - Episodi 4; Episodi 6 - Episodi 9; Episodi 11 - Episodi 16)

### Secundari
- Antonio Garrido - Jaume "Big Boss" (Episodi 1 - Episodi 8; Episodi 10 - Episodi 11; Episodi 13 - Episodi 16)
- Luna Fulgencio - Soledad "Sol" León Alfaro (Episodi 2 - Episodi 10)
- Eva Martín - Montse (Episodi 3 - Episodi 6; Episodi 9; Episodi 14)
- Sergio Caballero - Arturo Allende (Episodi 2; Episodi 10 - Episodi 11)
- Antonio Dechent - Francisco "Paco" Reyes Martín (Episodi 12; Episodi 15)
- i Irene Bueno Royo - Belén (Episodi 1 - Episodi 2; Episodi 11)

## Temporades i episodis
| Temporades | Temporades | Capítols | Estrena             |
| ---------- | ---------- | -------- | ------------------- |
|            | 1          | 8        | 18 de gener de 2019 |
|            | 2          | 8        | 17 de gener de 2020 |

### Primera temporada (2019)
| N. (serie) | Capítol | Títol        | Direcció                      | Guió                                                                                         | Data d'emissió      |
| ---------- | ------- | ------------ | ----------------------------- | -------------------------------------------------------------------------------------------- | ------------------- |
| 1          | 1       | «Episodio 1» | Jesús Colmenar                | Álex Pina, Esther Martínez Lobato, Javier Gómez Santander i David Barrocal                   | 18 de gener de 2019 |
| 2          | 2       | «Episodio 2» | Álex Rodrigo                  | Álex Pina, Esther Martínez Lobato i Javier Gómez Santander                                   | 18 de gener de 2019 |
| 3          | 3       | «Episodio 3» | Jesús Colmenar i Álex Rodrigo | Álex Pina, Esther Martínez Lobato, Javier Gómez Santander i Florian Recio                    | 18 de gener de 2019 |
| 4          | 4       | «Episodio 4» | Álex Rodrigo                  | Álex Pina, Esther Martínez Lobato, Florian Recio, Jelen Morales i Emilio Díez                | 18 de gener de 2019 |
| 5          | 5       | «Episodio 5» | Jorge Dorado                  | Álex Pina, Esther Martínez Lobato, David Barrocal i Alberto Úcar                             | 18 de gener de 2019 |
| 6          | 6       | «Episodio 6» | Álex Rodrigo                  | Álex Pina, Esther Martínez Lobato, Florian Recio, Jelen Morales i Emilio Díaz                | 18 de gener de 2019 |
| 7          | 7       | «Episodio 7» | Jorge Dorado                  | Álex Pina, Esther Martínez Lobato, David Barrocal i Alberto Úcar                             | 18 de gener de 2019 |
| 8          | 8       | «Episodio 8» | Álex Rodrigo                  | Álex Pina, Esther Martínez Lobato, David Barrocal, Alberto Úcar, Jelen Morales i Emilio Díez | 18 de gener de 2019 |

### Segona temporada (2020)
| N. (serie) | Capítol | Títol         | Direcció                | Guió                                                                           | Data d'emissió      |
| ---------- | ------- | ------------- | ----------------------- | ------------------------------------------------------------------------------ | ------------------- |
| 9          | 1       | «Episodio 9»  | Álex Rodrigo            | Álex Pina, Esther Martínez Lobato, Jelen Morales i Emilio Díez                 | 17 de gener de 2020 |
| 10         | 2       | «Episodio 10» | Jorge Dorado            | Álex Pina, Esther Martínez Lobato, Jelen Morales i Emilio Díez                 | 17 de gener de 2020 |
| 11         | 3       | «Episodio 11» | Jorge Dorado            | Álex Pina, Esther Martínez Lobato, Esther Morales, Jelen Morales i Emilio Díez | 17 de gener de 2020 |
| 12         | 4       | «Episodio 12» | Eduardo Chapero-Jackson | Álex Pina, Esther Martínez Lobato, Esther Morales, Jelen Morales i Emilio Díez | 17 de gener de 2020 |
| 13         | 5       | «Episodio 13» | Eduardo Chapero-Jackson | Álex Pina, Esther Martínez Lobato, Esther Morales, Jelen Morales i Emilio Díez | 17 de gener de 2020 |
| 14         | 6       | «Episodio 14» | Álex Rodrigo            | Álex Pina, Esther Martínez Lobato, Esther Morales, Jelen Morales i Emilio Díez | 17 de gener de 2020 |
| 15         | 7       | «Episodio 15» | Eduardo Chapero-Jackson | Álex Pina, Esther Martínez Lobato, Esther Morales, Jelen Morales i Emilio Díez | 17 de gener de 2020 |
| 16         | 8       | «Episodio 16» | Jorge Dorado            | Álex Pina, Esther Martínez Lobato, Esther Morales, Jelen Morales i Emilio Díez | 17 de gener de 2020 |

## Enregistrament
El rodatge es va dur a terme al Parc Natural de l'Albufera de València. Els 16 episodis que componen les dues temporades de la sèrie es van gravar de seguit durant 2018.